# Rosario López Quesada
Rosario López Quesada (Almería, 1883-Ibídem, 1926) fue una pintora española.

## Biografía
Nacida en Almería, desde su juventud practicó el dibujo y la pintura. Se formó en la Academia de Bellas Artes desde el momento de su fundación, en 1902, como discípula de su fundador, Joaquín Martínez Acosta. En 1903, durante las fiestas de agosto, se llevó a cabo una exposición de pintura, arquitectura y artes decorativas, en la cual obtuvo la medalla de oro gracias a su obra Vendedora de gallinas. En 1911 fue premiada de nuevo, en esta ocasión con la medalla de plata, por su obra Cabeza de mendigo.
Se dedicó a la temática paisajística y la figura. Destacó también en la realización de bodegones, especialmente con temática de flores y uvas, que recuerdan las obras de José Moncada Calvache.
Falleció a los 43 años debido a una enfermedad. Su obra se conserva en varias colecciones particulares de Almería.

## Obras destacadas
- Bodegón de flores
- Bodegón de las cerezas
- Bodegón de uvas y flores
- Bodegón
- Escena Palaciega
- Vendedora de gallinas
- Cabeza de mendigo